# 2.º Escuadrón de la RAF (Reino Unido)
El 2.º Escuadrón (conocida como No II (AC) Squadron) de la Royal Air Force (RAF) es actualmente uno de dos escuadrones de la RAF (la otra es el 13.º Escuadrón de la RAF) operando en tareas de reconocimiento, con el Typhoon FGR4, asentado en la base de la RAF en Marham, Norfolk.
Los integrantes de este Escuadrón sostienen que es "el escuadrón de aviones pesados más vieja en el mundo", junto al 3.º escuadrón de la RAF.

## Historia

### Fundación
Formada el 13 de mayo de 1912, junto al 1° y al 3.º Escuadrón de la RAF, fue miembro del Real Cuerpo Aéreo (Royal Flying Corps (RFC)). Su primer comandante fue el Mayor Charles Burke. El escuadrón fue el primero en cruzar el Canal de la Mancha, desde Inglaterra, penetrando suelo francés. tenía como objetivos tareas de reconocimiento, tareas que cumple hasta nuestros días. Para ello contaba, en ese año, con aviones B.E.2 de la Industria Real de Aviones (Royal Aircraft Factory), y su asentamiento era en la base de la RAF en Montrose, Angus durante los primeros años del siglo XX. 
Aunque su papel principal no fuera los combates aéreos, tuvo en sus filas un "as de la aviación": Arthur William Hammond.
También en sus filas se alistaron los pilotos que fueron condecorados con la Cruz Victoria por ser la primera victoria aérea de la RAF: fueron el teniente segundo William Barnard Rhodes-Moorhouse y el teniente Alan Arnett McLeod.

### Período entre las Guerras Mundiales
El escuadrón ganó el título AC en los años entre las guerras mundiales, realizando vuelos de tareas en cooperación con el ejército (AC: del inglés Army Co-operation), durante los sucesos que derivaron en la división de Irlanda a principios de los años 1920. Posteriormente, en 1927 en China, el escuadrón estuvo equipado con aviones Armstrong Whitworth Atlas, otra vez con tareas de cooperación con el ejército.
Antes del inicio de la Segunda Guerra Mundial la unidad volaba aviones Lysanders. En Francia, hasta la evacuación de Dunkerque, el escuadrón fue re-equipado con aviones de combate: el Tomahawk en 1940, el Mustang en 1942, y el Spitfire Mk 14 en 1944.
En julio de 1944, asignado a la 2.º Fuerzas Aéreas Táctica de la RAF], el 2.º escuadrón retornó a Francia, para misiones de reconocimiento, al mando de aviones Spitfire PR Mk 11s.

## Post Segunda Guerra Mundial
El escuadrón pasó la mayor parte de la guerra fría en Alemania como la parte del Ejército de Ocupación, volando varios tipos de aviones de combate, incluyendo aviones Phantom y Jaguar. Como la mayor parte de la RAF, el 2.º escuadrón se retiró de Alemania a principios de los años 1990 - moviéndose a la base de la RAF en Marham, con aviones Tornado GR1As. Estos últimos fueron mejorados hasta el estándar GR4, con el cual el escuadrón fue desplegado, tomando parte en la Operación Telic sobre Irak en 2003.

## Aviones utilizados
- 1912 - Bristol Boxkite
- 1912 - Breguet G.3 biplane
- 1912 - Royal Aircraft Factory B.E.1
- 1912 - Farman S.7 Longhorn
- 1912 - Royal Aircraft Factory B.E.2
- 1912 - Henry Farman Biplane
- 1912 - Royal Aircraft Factory B.E.2a
- 1914 - Farman S.11 Shorthorn
- 1914 - Royal Aircraft Factory R.E.1
- 1914 - Royal Aircraft Factory B.E.2c
- 1914 - Royal Aircraft Factory R.E.5
- 1915 - Vickers F.B.5
- 1915 - Royal Aircraft Factory B.E.2b
- 1915 - Bristol Scout
- 1916 - Royal Aircraft Factory B.E.2d
- 1917 - Royal Aircraft Factory B.E.2e
- 1917 - Armstrong Whitworth F.K.8
- 1920 - Bristol F.2b Fighter
- 1929 - Armstrong Whitworth Atlas
- 1933 - Hawker Audax
- 1937 - Hawker Hector
- 1938 - Westland Lysander I
- 1940 - Westland Lysander II
- 1940 - Westland Lysander III
- 1941 - Curtiss Tomahawk I
- 1941 - Curtiss Tomahawk II
- 1942 - North American Mustang I
- 1944 - North American Mustang IA
- 1944 - North American Mustang II
- 1944 - Vickers-Supermarine Spitfire XIV
- 1945 - Vickers-Supermarine Spitfire XI
- 1946 - Vickers-Supermarine Spitfite PR19
- 1950 - Gloster Meteor FR9
- 1951 - Gloster Meteor PR10
- 1956 - Supermarine Swift FR5
- 1961 - Hawker Hunter FR10
- 1970 - McDonell-Douglas Phantom FGR2
- 1976 - SEPECAT Jaguar GR1
- 1988 - Tornado GR1A
- 2001 - Tornado GR4/4A
- 2015 - Typhoon FGR4[4]

## Comandantes
Los siguientes oficiales comandaron la 2.º Escuadrilla:
- 13 de mayo de 1912 Capitán Robert Brooke-Popham[6]
- 20 de mayo de 1912 Mayor Charles Burke
- 10 de noviembre de 1914 Mayor George William Patrick Dawes
- 8 de marzo de 1915 Mayor Tom Webb-Bowen[7]
- 2 de junio de 1915 Mayor John Becke
- 3 de noviembre de 1915 Mayor C F de S.Murphy
- 9 de abril de 1916 Mayor R A Cooper
- 16 de agosto de 1917 Mayor W R Snow
- 28 de agosto de 1918 Mayor P G Ross-Hume
- 12 de noviembre de 1919 Líder de Escuadrón B F More
- 18 de junio de 1920 Líder de Escuadrón F W Stent
- 16 de agosto de 1920 Líder de Escuadrón A J Butler
- 15 de mayo de 1922 Líder de Escuadrón L F Forbes
- 2 de marzo de 1925 Líder de Escuadrón Richard Saul[8]
- 9 de enero de 1927 Líder de Escuadrón W Sowrey
- 1 de abril de 1928 Líder de Escuadrón H M Probyn
- 29 de septiembre de 1930 Líder de Escuadrón S E Toomer
- 12 de enero de 1933 Líder de Escuadrón P F Fullard
- 1 de diciembre de 1933 Líder de Escuadrón J H Green
- 20 de julio de 1935 Líder de Escuadrón N L Despoer
- 21 de abril de 1938 Líder de Escuadrón W A Opie
- 29 de abril de 1939 Líder de Escuadrón Andrew James Wray Geddes (Comandante de Alas desde el 1.º de marzo de 1940)
- 24 de diciembre de 1941 Comandante de Ala P J A Riddell
- 8 de febrero de 1943 Comandante de Ala P W Stansfeld
- 29 de junio de 1943 Líder de Escuadrón B O C Egan-Wyer
- 25 de agosto de 1943 Líder de Escuadrón M J Gray DFC
- 21 de noviembre de 1943 Líder de Escuadrón V García Manarel
- 7 de septiembre de 1944 Líder de Escuadrón C A Maitland
- 25 de marzo de 1945 Líder de Escuadrón R J F Mitchell
- 24 de abril de 1946 Líder de Escuadrón D W Barlow
- 15 de diciembre de 1946 Líder de Escuadrón G Collinson
- 28 de octubre de 1948 Líder de Escuadrón W A Newenham
- 6 de febrero de 1950 Líder de Escuadrón L H Bartlett
- 1 de noviembre de 1950 Líder de Escuadrón R M Pugh
- 29 de mayo de 1953 Líder de Escuadrón R H G Weighill
- 31 de agosto de 1955 Teniente de Vuelo M C Newman
- 15 de noviembre de 1955 Líder de Escuadrón R S Mortley
- 12 de mayo de 1958 Líder de Escuadrón C A Wade
- 16 de septiembre de 1960 Líder de Escuadrón C S MacDonald
- 15 de febrero de 1962 Líder de Escuadrón D L F Thornton
- 13 de diciembre de 1964 Líder de Escuadrón N J R Walpole
- 16 de junio de 1967 Líder de Escuadrón T Barrett
- 11 de noviembre de 1969 Líder de Escuadrón R J M David
- 7 de diciembre de 1971 Comandante de Ala B A Stead
- 2 de diciembre de 1972 Comandante de Ala D H Warren
- 8 de mayo de 1975 Comandante de Ala D C Ferguson
- 1 de abril de 1976 Comandante de Ala Andrew Wilson
- 6 de enero de 1978 Comandante de Ala R Fowler
- 4 de mayo de 1980 Comandante de Ala Tim Thorn
- 18 de enero de 1983 Comandante de Ala F J Hoare
- 31 de mayo de 1985 Comandante de Ala Jock Stirrup
- 13 de marzo de 1987 Comandante de Ala Philip Sturley
- 1 de enero de 1989 Comandante de Ala A Threadgould
- 1 de julio de 1991 Comandante de Ala B C Holding
- 21 de julio de 1993 Comandante de Ala R J Hounslow
- 6 de diciembre de 1993 Comandante de Ala Chris Nickols
- 26 de abril de 1996 Comandante de Ala Richard Garwood
- 27 de noviembre de 1998 Comandante de Ala Steve J Hillier
- 15 de septiembre de 2000 Comandante de Ala R M Poole
- 2 de mayo de 2003 Comandante de Ala S Cockram
- 25 de septiembre de 2005 Comandante de Ala A Hine
- 19 de mayo de 2008 Comandante de Ala J Turner
- Enero de 2011 Comandante de Ala N A Tucker-Lowe